# Sites mégalithiques du Gard
Cet article présente la liste des sites mégalithiques du Gard, en France.

## Inventaire
| Monument                                          | Commune                                  | Remarque                                                                  | Protection                  | Coordonnées | Illustration                    |
| ------------------------------------------------- | ---------------------------------------- | ------------------------------------------------------------------------- | --------------------------- | --- | ------------------------------- |
| Dolmen du Pié de Mounié                           | Aiguèze                                  |                                                                           | Classé MH (1889)            | 44° 19′ 08″ N, 4° 29′ 53″ E                                                                                     |                                 |
| Dolmens du Pé de l'Aigo                           | Aiguèze                                  | 5 dolmens                                                                 |                             | 44° 19′ 11″ N, 4° 29′ 51″ E                                                                                     |                                 |
| Menhir du Pié de Mounié                           | Aiguèze                                  |                                                                           |                             | 44° 19′ 01″ N, 4° 30′ 16″ E                                                                                     |                                 |
| Dolmens d'Airoles                                 | Alzon Blandas                            | 2 dolmens                                                                 |                             | 43° 56′ 45″ N, 3° 28′ 05″ E 43° 56′ 44″ N, 3° 28′ 06″ E                                                         |                                 |
| Dolmens d'Aurières                                | Alzon                                    | 2 dolmens                                                                 |                             | 43° 57′ 25″ N, 3° 27′ 57″ E 43° 57′ 39″ N, 3° 28′ 17″ E                                                         |                                 |
| Menhir du Col d'Aurières                          | Alzon                                    |                                                                           |                             | 43° 57′ 37″ N, 3° 28′ 14″ E                                                                                     |                                 |
| Bâton de Samson                                   | Anduze                                   | autres noms : menhir de la Jouffre ou menhir de Lale                      |                             | déplacé 44° 02′ 41″ N, 3° 58′ 47″ E                                                                             |                                 |
| Nécropole de la Grande-Pallieres                  | Anduze                                   | Dolmen de la Bergerie de Panissière                                       |                             | 44° 02′ 48″ N, 3° 56′ 37″ E                                                                                     |                                 |
| Nécropole de la Grande-Pallieres                  | Anduze                                   | Dolmens de la Claie-de-Driolle                                            |                             | 44° 03′ 04″ N, 3° 56′ 47″ E                                                                                     |                                 |
| Nécropole de la Grande-Pallieres                  | Anduze                                   | Dolmens de l'Olivier                                                      |                             | 44° 03′ 19″ N, 3° 56′ 57″ E                                                                                     |                                 |
| Nécropole de la Grande-Pallieres                  | Anduze                                   | Dolmens de l'Olivier                                                      | 44° 03′ 22″ N, 3° 56′ 59″ E | |                                 |
| Menhir de la Serre de la Tune                     | Arre                                     |                                                                           |                             | 43° 57′ 19″ N, 3° 30′ 20″ E                                                                                     |                                 |
| Peyre Cabucelade                                  | Arre                                     |                                                                           |                             | 43° 57′ 19″ N, 3° 30′ 17″ E                                                                                     | Peyre Cabucelade                |
| Dolmen d'Arrigas                                  | Arrigas                                  |                                                                           |                             | 43° 59′ 26″ N, 3° 28′ 53″ E                                                                                     |                                 |
| Menhir du Troulhas                                | Arrigas                                  |                                                                           |                             | 43° 59′ 23″ N, 3° 29′ 07″ E                                                                                     |                                 |
| Menhirs du col-de-Vernes                          | Arrigas                                  | 2 menhirs                                                                 |                             | 43° 59′ 40″ N, 3° 29′ 25″ E 43° 59′ 34″ N, 3° 29′ 24″ E                                                         |                                 |
| Menhir de la Colline du Moulin                    | Aubais                                   |                                                                           |                             | 43° 44′ 55″ N, 4° 08′ 38″ E                                                                                     |                                 |
| Dolmen du Serre de la Cabane                      | Bagard                                   |                                                                           |                             | 44° 04′ 49″ N, 4° 02′ 50″ E                                                                                     |                                 |
| Dolmens de la Devese                              | Barjac                                   | 5 dolmens                                                                 |                             | |                                 |
| Dolmens des Oeillantes                            | Barjac                                   | 7 dolmens                                                                 | Classé MH (1889)            | 44° 19′ 02″ N, 4° 22′ 46″ E                                                                                     |                                 |
| Dolmens de la Serre de Fabre                      | Barjac                                   | 4 dolmens                                                                 |                             | |                                 |
| Statue-menhir de Fontcouverte,                    | Baron                                    |                                                                           |                             | |                                 |
| Dolmen de Bessèges                                | Bessèges                                 |                                                                           |                             | 44° 17′ 18″ N, 4° 05′ 28″ E                                                                                     |                                 |
| Cromlech de Lacam de Peyrarines                   | Blandas                                  |                                                                           |                             | 43° 55′ 34″ N, 3° 31′ 50″ E                                                                                     |                                 |
| Cromlech de Lacam de la Rigalderie                | Blandas                                  |                                                                           |                             | 43° 55′ 38″ N, 3° 29′ 29″ E                                                                                     |                                 |
| Dolmen des Arques                                 | Blandas                                  |                                                                           |                             | 43° 56′ 16″ N, 3° 30′ 12″ E                                                                                     |                                 |
| Dolmen du Barral                                  | Blandas                                  |                                                                           |                             | 43° 54′ 46″ N, 3° 33′ 15″ E                                                                                     |                                 |
| Dolmen du Planas                                  | Blandas                                  |                                                                           |                             | 43° 55′ 42″ N, 3° 32′ 12″ E                                                                                     |                                 |
| Dolmen de Regos                                   | Blandas                                  |                                                                           |                             | 43° 55′ 15″ N, 3° 32′ 34″ E                                                                                     |                                 |
| Dolmens de la Borie d'Arre                        | Blandas Rogues                           | 2 dolmens                                                                 |                             | 43° 53′ 37″ N, 3° 32′ 12″ E 43° 53′ 38″ N, 3° 32′ 23″ E                                                         |                                 |
| Menhir d'Avernat                                  | Blandas                                  |                                                                           |                             | 43° 56′ 08″ N, 3° 29′ 36″ E                                                                                     |                                 |
| Menhir de la Bouissonnade                         | Blandas                                  | autre nom menhir de la Combe del Serre                                    |                             | 43° 54′ 41″ N, 3° 32′ 15″ E                                                                                     |                                 |
| Menhir des Combes                                 | Blandas                                  |                                                                           |                             | 43° 56′ 09″ N, 3° 29′ 45″ E                                                                                     |                                 |
| Menhir de Planas                                  | Blandas                                  | autre nom menhir du Serre de la Gleisa                                    |                             | 43° 55′ 36″ N, 3° 32′ 21″ E                                                                                     |                                 |
| Menhir du Sotch des Genièvres                     | Blandas                                  |                                                                           |                             | 43° 55′ 34″ N, 3° 31′ 17″ E                                                                                     |                                 |
| Menhirs de Landre                                 | Blandas                                  | 3 menhirs                                                                 |                             | 43° 56′ 11″ N, 3° 30′ 58″ E 43° 56′ 06″ N, 3° 31′ 00″ E                                                         |                                 |
| Menhirs du Travers des Noyers                     | Blandas                                  | 2 menhirs                                                                 |                             | 43° 54′ 02″ N, 3° 31′ 15″ E                                                                                     |                                 |
| Statue-menhir de Baumelle                         | Blandas                                  |                                                                           |                             | collection de la DRAC Occitanie                                                                                 |                                 |
| Statue-menhir de Maison Ferrand,                  | Blauzac                                  |                                                                           | Inscrit MH (2019)           | |                                 |
| Menhir de Cessenades                              | Bonnevaux                                |                                                                           |                             | 44° 23′ 24″ N, 4° 01′ 41″ E                                                                                     |                                 |
| Dolmen de la Serre-Redon                          | Bouquet                                  | autre nom dolmen Bolla                                                    |                             | 44° 08′ 53″ N, 4° 16′ 07″ E                                                                                     |                                 |
| Statue-menhir du Château de Roux,                 | Bragassargues                            |                                                                           |                             | conservée au muséum d'histoire naturelle de Nîmes                                                               |                                 |
| Dolmens des Caussier                              | Branoux-les-Taillades                    | 2 dolmens                                                                 |                             | 44° 13′ 57″ N, 3° 57′ 21″ E                                                                                     |                                 |
| Dolmens du Devès                                  | Branoux-les-Taillades                    | 2 dolmens autre nom dolmens de la Combe Frège                             |                             | 44° 13′ 37″ N, 3° 57′ 27″ E                                                                                     |                                 |
| Dolmens et menhir de la Taillade                  | Branoux-les-Taillades                    | 2 dolmens et 1 menhir                                                     |                             | 44° 13′ 30″ N, 3° 57′ 12″ E                                                                                     |                                 |
| Dolmens et menhir de la Taillade                  | Branoux-les-Taillades                    | 2 dolmens et 1 menhir                                                     | 44° 13′ 32″ N, 3° 57′ 13″ E | |                                 |
| Menhirs du Col-de-Mouzoules                       | Bréau-Mars                               | 2 menhirs                                                                 |                             | 43° 59′ 55″ N, 3° 32′ 13″ E                                                                                     |                                 |
| Dolmens du Lèque de Gaffe                         | Brouzet-lès-Alès                         | 2 dolmens                                                                 |                             | 44° 08′ 19″ N, 4° 16′ 34″ E                                                                                     | Dolmen du Lèque de Gaffe n°1    |
| Dolmen de la Montagne de Fage                     | La Cadière-et-Cambo                      |                                                                           |                             | 43° 58′ 51″ N, 3° 48′ 55″ E                                                                                     |                                 |
| Sépultures néolithiques de Cante-Perdrix          | Calvisson                                |                                                                           | Classé MH (1913)            | 43° 47′ 10″ N, 4° 10′ 12″ E                                                                                     |                                 |
| Dolmens des Magettes                              | Campestre-et-Luc                         | 3 dolmens                                                                 |                             | 43° 56′ 59″ N, 3° 24′ 13″ E 43° 56′ 59″ N, 3° 24′ 12″ E 43° 56′ 46″ N, 3° 23′ 47″ E                             |                                 |
| Menhir de Grailhe                                 | Campestre-et-Luc                         |                                                                           |                             | 43° 57′ 06″ N, 3° 22′ 31″ E                                                                                     |                                 |
| Peyre de Cabusso Ludo                             | Campestre-et-Luc                         | dolmen                                                                    | Classé MH (1889)            | 43° 56′ 51″ N, 3° 21′ 53″ E                                                                                     |                                 |
| Statue-menhir des Jonquières                      | Cannes-et-Clairan                        |                                                                           |                             | musée du Colombier à Alès                                                                                       |                                 |
| Statue-menhir de Gayette                          | Castelnau-Valence                        |                                                                           |                             | musée de l'Homme à Paris                                                                                        |                                 |
| Statue-menhir du Mas-Martin,                      | Castelnau-Valence                        |                                                                           |                             | |                                 |
| Statue-menhir de Rosseironne,                     | Castelnau-Valence                        |                                                                           |                             | conservée au muséum d'histoire naturelle de Nîmes                                                               |                                 |
| Statue-menhir du chemin de la Fontaine de Sériès, | Castillon-du-Gard                        |                                                                           |                             | |                                 |
| Dolmen du Sot del Viala                           | Causse-Bégon                             |                                                                           |                             | 44° 03′ 35″ N, 3° 20′ 45″ E                                                                                     |                                 |
| Menhirs de Barjac                                 | Causse-Bégon Saint-Jean-du-Bruel         | 2 menhirs,                                                                |                             | 44° 03′ 11″ N, 3° 21′ 33″ E 44° 03′ 06″ N, 3° 21′ 25″ E                                                         |                                 |
| Peyre Pecoulade                                   | Cavillargues                             | dolmen                                                                    |                             | 44° 06′ 59″ N, 4° 32′ 47″ E                                                                                     |                                 |
| Pierre Bamboche                                   | Collias                                  | menhir                                                                    |                             | 43° 57′ 22″ N, 4° 26′ 44″ E                                                                                     |                                 |
| Statue-menhir de Campguivard                      | Collias                                  |                                                                           |                             | |                                 |
| Statue-menhir de Gaud,                            | Collias                                  |                                                                           | Inscrit MH (2019)           | |                                 |
| Statues-menhirs de Courion                        | Collias                                  | 6 statues-menhirs                                                         |                             | |                                 |
| Statues-menhirs de Collorgues                     | Collorgues                               | autres noms statues-menhirs de Teste, statues-menhirs du mas de l'Aveugle | Classé MH (1927)            | Musée de Lodève                                                                                                 | Statue-menhir de Collorgues n°1 |
| Menhir du col des Fosses                          | Colognac                                 |                                                                           |                             | 44° 02′ 06″ N, 3° 47′ 05″ E                                                                                     |                                 |
| Statue-menhir de la Source du Roc,                | Combas                                   |                                                                           | disparue                    | |                                 |
| Pierre Plantée                                    | Congénies                                | menhir                                                                    |                             | 43° 45′ 42″ N, 4° 09′ 54″ E                                                                                     |                                 |
| Tombe du Général                                  | Conqueyrac                               | menhir                                                                    |                             | 43° 56′ 40″ N, 3° 54′ 23″ E                                                                                     |                                 |
| Dolmen des Grangeasses                            | Courry                                   |                                                                           |                             | 44° 17′ 52″ N, 4° 09′ 58″ E                                                                                     |                                 |
| Dolmen de la Grotte de Cocalière                  | Courry                                   |                                                                           |                             | 44° 18′ 39″ N, 4° 10′ 11″ E                                                                                     |                                 |
| Dolmen des Usclades                               | Courry                                   |                                                                           |                             | 44° 17′ 59″ N, 4° 10′ 20″ E                                                                                     |                                 |
| Dolmens de Courry                                 | Courry                                   | 2 dolmens                                                                 |                             | 44° 18′ 29″ N, 4° 09′ 58″ E                                                                                     |                                 |
| Dolmens de la Pierre Plantée                      | Courry                                   | 2 dolmens                                                                 |                             | 44° 18′ 43″ N, 4° 09′ 30″ E                                                                                     |                                 |
| Dolmens des Pins de l'Ismaël                      | Courry                                   | 10 dolmens                                                                |                             | 44° 18′ 08″ N, 4° 10′ 29″ E                                                                                     |                                 |
| Menhirs du Cayrel                                 | Cros                                     | 2 menhirs                                                                 |                             | 44° 01′ 30″ N, 3° 47′ 18″ E                                                                                     |                                 |
| Menhir des Pellerins                              | Dourbies                                 |                                                                           |                             | 44° 01′ 21″ N, 3° 27′ 12″ E                                                                                     |                                 |
| Statue-menhir du Colombier,                       | Euzet                                    |                                                                           |                             | conservée au muséum d'histoire naturelle de Nîmes                                                               |                                 |
| Statue-menhir de Craie,                           | Foissac                                  |                                                                           |                             | conservée au muséum d'histoire naturelle de Nîmes                                                               |                                 |
| Dolmen de la Lèque                                | Fressac                                  |                                                                           |                             | 43° 59′ 49″ N, 3° 55′ 45″ E                                                                                     |                                 |
| Terme des Fades                                   | Le Garn                                  |                                                                           |                             | 44° 19′ 04″ N, 4° 28′ 59″ E                                                                                     |                                 |
| Dolmen de Montluziers                             | Générargues                              | autre nom la Tombe du Général                                             |                             | 44° 05′ 24″ N, 3° 58′ 27″ E                                                                                     |                                 |
| Dolmens d'Issirac                                 | Issirac                                  | 2 dolmens                                                                 |                             | |                                 |
| Dolmens des Appens                                | Lamelouze                                |                                                                           |                             | 44° 11′ 01″ N, 3° 57′ 59″ E                                                                                     |                                 |
| Dolmen du col de Trois Pierres                    | Lamelouze                                |                                                                           |                             | 44° 12′ 50″ N, 3° 57′ 41″ E                                                                                     |                                 |
| Dolmens de Lunes                                  | Lamelouze                                | 2 dolmens                                                                 |                             | 44° 10′ 27″ N, 3° 57′ 51″ E                                                                                     |                                 |
| Dolmens des Sébettes                              | Lamelouze                                | 4 coffres mégalithiques                                                   |                             | 44° 12′ 50″ N, 3° 57′ 06″ E                                                                                     |                                 |
| Menhir du col des Trois Pierres                   | Lamelouze                                |                                                                           |                             | 44° 12′ 50″ N, 3° 57′ 40″ E                                                                                     |                                 |
| Dolmen de Gras                                    | Lanuéjols                                |                                                                           |                             | 44° 09′ 42″ N, 3° 23′ 00″ E                                                                                     |                                 |
| Dolmen de la Serre de Pied de Belugue,            | Lanuéjols                                |                                                                           |                             | 44° 08′ 34″ N, 3° 22′ 30″ E                                                                                     |                                 |
| Dolmen de la Serre de l'Ubac                      | Lanuéjols                                |                                                                           |                             | 44° 10′ 08″ N, 3° 22′ 19″ E                                                                                     |                                 |
| Dolmens des Algas                                 | Lanuéjols                                | 2 dolmens                                                                 |                             | 44° 07′ 35″ N, 3° 19′ 46″ E                                                                                     |                                 |
| Dolmens des Pradines                              | Lanuéjols                                | 2 dolmens, autre nom dolmens de Licide                                    |                             | 44° 07′ 35″ N, 3° 20′ 35″ E                                                                                     |                                 |
| Dolmen et menhir de la côte 1021                  | Lanuéjols                                |                                                                           |                             | 44° 10′ 07″ N, 3° 23′ 41″ E                                                                                     |                                 |
| Menhir de Gras                                    | Lanuéjols                                |                                                                           |                             | 44° 09′ 48″ N, 3° 23′ 05″ E                                                                                     |                                 |
| Menhir du Puech-Canis                             | Lanuéjols                                |                                                                           |                             | 44° 10′ 01″ N, 3° 23′ 24″ E                                                                                     |                                 |
| Dolmens du Bois de Laval                          | Laval-Saint-Roman                        | 2 dolmens                                                                 |                             | 44° 19′ 03″ N, 4° 29′ 25″ E 44° 18′ 57″ N, 4° 29′ 33″ E                                                         |                                 |
| Dolmens du Serre de l'Habitant                    | Laval-Saint-Roman                        | 3 dolmens                                                                 |                             | 44° 18′ 35″ N, 4° 31′ 00″ E 44° 18′ 34″ N, 4° 31′ 01″ E 44° 18′ 33″ N, 4° 31′ 00″ E                             |                                 |
| Menhir de la Lèque                                | Lussan                                   | autre nom Pierre Plantée                                                  | Classé MH (1910)            | 44° 11′ 35″ N, 4° 23′ 40″ E                                                                                     |                                 |
| Menhir du Col-de-Peyrefiche                       | Mandagout                                |                                                                           |                             | 44° 02′ 43″ N, 3° 38′ 12″ E                                                                                     |                                 |
| Menhirs du Serre-de-Rouas                         | Mandagout                                | 2 menhirs                                                                 |                             | 44° 02′ 11″ N, 3° 39′ 00″ E                                                                                     |                                 |
| Statue-menhir de Fumérian                         | Manduel                                  |                                                                           |                             | collection de la DRAC Occitanie                                                                                 |                                 |
| Dolmen du col de Trélis                           | Le Martinet                              |                                                                           |                             | 44° 16′ 07″ N, 4° 05′ 00″ E                                                                                     |                                 |
| Dolmen des Blacas                                 | Méjannes-le-Clap                         |                                                                           |                             | |                                 |
| Dolmen du Bouissas                                | Méjannes-le-Clap                         |                                                                           |                             | 44° 12′ 43″ N, 4° 20′ 50″ E                                                                                     |                                 |
| Dolmens de Carcuignau                             | Méjannes-le-Clap                         | 4 dolmens, dont la Beaume des Fées                                        |                             | 44° 15′ 09″ N, 4° 22′ 46″ E 44° 15′ 06″ N, 4° 22′ 45″ E 44° 15′ 06″ N, 4° 22′ 44″ E 44° 15′ 02″ N, 4° 22′ 43″ E |                                 |
| Dolmens de Cougoussac                             | Méjannes-le-Clap                         | 2 dolmens                                                                 |                             | |                                 |
| Maison des Fées                                   | Méjannes-le-Clap                         | dolmen                                                                    |                             | 44° 12′ 37″ N, 4° 21′ 14″ E                                                                                     | Maison des Fées                 |
| Table des Turcs                                   | Méjannes-le-Clap                         | dalle en mouvement                                                        |                             | 44° 12′ 21″ N, 4° 22′ 58″ E                                                                                     | Table des Turcs                 |
| Dolmen de Camplonne                               | Mialet                                   |                                                                           |                             | 44° 06′ 37″ N, 3° 57′ 51″ E                                                                                     |                                 |
| Dolmen du Mas Pagès                               | Mialet                                   |                                                                           |                             | 44° 07′ 52″ N, 3° 56′ 29″ E                                                                                     |                                 |
| Dolmen du Mas Soubeyran                           | Mialet                                   |                                                                           |                             | 44° 05′ 42″ N, 3° 57′ 20″ E                                                                                     |                                 |
| Dolmen du col de l'Aubret                         | Monoblet                                 | autre nom dolmen de Graniès                                               |                             | 43° 58′ 34″ N, 3° 53′ 32″ E                                                                                     |                                 |
| Statue-menhir de Maison Aube,                     | Montagnac                                |                                                                           |                             | conservées au muséum d'histoire naturelle de Nîmes                                                              |                                 |
| Statue-menhir du Cimetière,                       | Montagnac                                |                                                                           |                             | conservées au muséum d'histoire naturelle de Nîmes                                                              |                                 |
| Dolmen de la Caucalière                           | Montdardier                              |                                                                           |                             | 43° 54′ 58″ N, 3° 33′ 59″ E                                                                                     |                                 |
| Dolmen de Caucanas                                | Montdardier                              |                                                                           |                             | 43° 54′ 29″ N, 3° 35′ 47″ E                                                                                     |                                 |
| Dolmen de Flouirac                                | Montdardier                              |                                                                           |                             | 43° 54′ 46″ N, 3° 34′ 15″ E                                                                                     |                                 |
| Dolmen de la Tude                                 | Montdardier                              |                                                                           |                             | 43° 54′ 38″ N, 3° 35′ 24″ E                                                                                     |                                 |
| Menhirs de Campoullas                             | Montdardier                              |                                                                           |                             | 43° 54′ 36″ N, 3° 34′ 28″ E                                                                                     |                                 |
| Menhir de Caucalière                              | Montdardier                              |                                                                           |                             | 43° 54′ 56″ N, 3° 33′ 55″ E                                                                                     |                                 |
| Menhir de la Tude                                 | Montdardier                              |                                                                           |                             | 43° 54′ 39″ N, 3° 35′ 25″ E                                                                                     |                                 |
| Menhir de Courbessac                              | Nîmes                                    |                                                                           | Classé MH (1936)            | 43° 51′ 32″ N, 4° 24′ 52″ E                                                                                     |                                 |
| Statue-menhir de Poumiès                          | Orthoux-Sérignac-Quilhan                 |                                                                           | Inscrit MH (2019)           | |                                 |
| Dolmen des Chams                                  | Peyremale                                |                                                                           |                             | 44° 18′ 40″ N, 4° 04′ 02″ E                                                                                     |                                 |
| Dolmen du Traves de l'Avent                       | Le Pin                                   |                                                                           |                             | 44° 04′ 47″ N, 4° 31′ 39″ E                                                                                     |                                 |
| Pierre Plantée                                    | Pommiers                                 | autre nom Pierre des Sorcières                                            |                             | 43° 56′ 39″ N, 3° 37′ 13″ E                                                                                     |                                 |
| Cromlech de Guillaumand                           | Pompignan                                |                                                                           |                             | 43° 54′ 20″ N, 3° 53′ 05″ E                                                                                     |                                 |
| Cromlech de Rieu Massel                           | Pompignan                                |                                                                           |                             | 43° 54′ 57″ N, 3° 53′ 09″ E                                                                                     |                                 |
| Statues-menhirs de la Sartanette,                 | Remoulins                                | 3 statues-menhirs                                                         |                             | conservées au muséum d'histoire naturelle de Nîmes                                                              |                                 |
| Dolmen de Revens                                  | Revens                                   |                                                                           |                             | 44° 05′ 00″ N, 3° 17′ 24″ E                                                                                     |                                 |
| Menhir du Triadou                                 | Revens                                   |                                                                           |                             | 44° 05′ 37″ N, 3° 17′ 54″ E                                                                                     |                                 |
| Dolmen des Charbonniers                           | Rochegude                                |                                                                           |                             | 44° 13′ 14″ N, 4° 18′ 41″ E                                                                                     |                                 |
| Dolmen du Tonnerre                                | Rochegude                                |                                                                           |                             | 44° 13′ 10″ N, 4° 18′ 38″ E                                                                                     |                                 |
| Dolmens de Piecourt                               | Rochegude                                | 5 dolmens                                                                 |                             | 44° 13′ 17″ N, 4° 18′ 19″ E                                                                                     |                                 |
| Ciste de Lacam                                    | Rogues                                   |                                                                           |                             | 43° 53′ 27″ N, 3° 33′ 56″ E                                                                                     |                                 |
| Cromlech de Lacam de Rogues                       | Rogues                                   |                                                                           |                             | 43° 53′ 39″ N, 3° 33′ 50″ E                                                                                     |                                 |
| Dolmen du Sotch de Gardie                         | Rogues                                   |                                                                           |                             | 43° 52′ 43″ N, 3° 33′ 00″ E                                                                                     |                                 |
| Menhir du Camp de Boissière                       | Rogues                                   |                                                                           |                             | 43° 53′ 28″ N, 3° 33′ 50″ E                                                                                     |                                 |
| Menhir de la Descente de Madières                 | Rogues                                   | autre nom Croix des Rogations                                             |                             | 43° 51′ 17″ N, 3° 34′ 00″ E                                                                                     |                                 |
| Menhir de la Trivalle                             | Rogues                                   |                                                                           |                             | 43° 53′ 10″ N, 3° 33′ 52″ E                                                                                     |                                 |
| Menhirs de Jurade                                 | Rogues                                   | 2 menhirs                                                                 |                             | 43° 52′ 09″ N, 3° 31′ 53″ E                                                                                     |                                 |
| Statues-menhirs du Puech de la Cabane,            | La Rouvière                              | 2 statues-menhirs                                                         | Inscrit MH (2019)           | conservées au muséum d'histoire naturelle de Nîmes                                                              |                                 |
| Statue-menhir de Grès                             | Sainte-Anastasie                         |                                                                           |                             | conservée au muséum d'histoire naturelle de Nîmes                                                               |                                 |
| Menhir de la Borie de Calviac                     | Sainte-Croix-de-Caderle                  |                                                                           |                             | 44° 03′ 22″ N, 3° 52′ 10″ E                                                                                     |                                 |
| Pierre des Druides                                | Saint-Alexandre                          |                                                                           |                             | 44° 13′ 48″ N, 4° 37′ 15″ E                                                                                     |                                 |
| Menhirs du col de Dévinayré                       | Saint-André-de-Majencoules Saint-Martial | 3 menhirs,                                                                |                             | 44° 01′ 43″ N, 3° 43′ 05″ E 44° 01′ 46″ N, 3° 44′ 38″ E                                                         |                                 |
| Dolmen du Col-de-l'Espinas                        | Saint-André-de-Valborgne                 |                                                                           |                             | 44° 07′ 14″ N, 3° 40′ 28″ E                                                                                     |                                 |
| Menhir de Rougeiresque                            | Saint-André-de-Valborgne                 | autre nom menhir de Cinquabre,                                            |                             | 44° 09′ 59″ N, 3° 42′ 11″ E                                                                                     |                                 |
| Statue-menhir de Candélaïre,                      | Saint-Bénézet                            |                                                                           |                             | conservée au muséum d'histoire naturelle de Nîmes                                                               |                                 |
| Dolmen de la Font del Lat                         | Saint-Brès                               |                                                                           |                             | |                                 |
| Statue-menhir du Mas de la Tour,                  | Saint-Chaptes                            |                                                                           |                             | conservée au muséum d'histoire naturelle de Nîmes                                                               |                                 |
| Dolmens du Patus                                  | Saint-Félix-de-Pallières                 | 2 dolmens                                                                 |                             | 44° 02′ 10″ N, 3° 56′ 18″ E                                                                                     |                                 |
| Dolmens de Saint-Gervais                          | Saint-Gervais                            | 2 dolmens,                                                                |                             | 44° 11′ 41″ N, 4° 34′ 54″ E                                                                                     |                                 |
| Statues-menhirs de Rouquette                      | Saint-Hilaire-de-Brethmas                | 3 statues-menhirs                                                         |                             | |                                 |
| Statue-menhir de Maguier                          | Saint-Hippolyte-de-Montaigu              |                                                                           |                             | |                                 |
| Dolmen de Banelle                                 | Saint-Hippolyte-du-Fort                  |                                                                           |                             | 43° 58′ 30″ N, 3° 52′ 53″ E                                                                                     |                                 |
| Dolmen de Gour                                    | Saint-Hippolyte-du-Fort                  |                                                                           |                             | 43° 55′ 38″ N, 3° 50′ 54″ E                                                                                     |                                 |
| Dolmen de la Galaberte                            | Saint-Hippolyte-du-Fort                  | autre nom dolmen de Rascassols                                            | Inscrit MH (1990)           | 43° 58′ 00″ N, 3° 52′ 21″ E                                                                                     |                                 |
| Dolmens de la Masselle                            | Saint-Hippolyte-du-Fort                  | 2 dolmens,                                                                |                             | 43° 55′ 48″ N, 3° 51′ 45″ E                                                                                     |                                 |
| Menhir des Courrèges                              | Saint-Hippolyte-du-Fort                  |                                                                           |                             | 43° 57′ 42″ N, 3° 50′ 41″ E                                                                                     |                                 |
| Menhir des Cambous,                               | Saint-Hippolyte-du-Fort                  |                                                                           |                             | 43° 57′ 56″ N, 3° 53′ 30″ E                                                                                     |                                 |
| Dolmen de Montredon                               | Saint-Jean-du-Pin                        |                                                                           |                             | 44° 05′ 38″ N, 4° 01′ 00″ E                                                                                     |                                 |
| Dolmen de Rouville                                | Saint-Jean-du-Gard                       |                                                                           |                             | 44° 05′ 48″ N, 3° 55′ 25″ E                                                                                     |                                 |
| Dolmens de Moncalm                                | Saint-Jean-du-Pin                        |                                                                           |                             | 44° 07′ 49″ N, 4° 00′ 40″ E 44° 07′ 51″ N, 4° 00′ 44″ E                                                         |                                 |
| Dolmens de Sogne                                  | Saint-Jean-du-Pin                        | 2 dolmens                                                                 |                             | 44° 07′ 38″ N, 4° 01′ 17″ E 44° 07′ 36″ N, 4° 00′ 57″ E                                                         |                                 |
| Dolmens de Bouziges                               | Saint-Julien-les-Rosiers                 | 5 dolmens                                                                 | 3 ruinés                    | 44° 10′ 45″ N, 4° 05′ 12″ E                                                                                     |                                 |
| Pèiro Blanco                                      | Saint-Julien-les-Rosiers                 | dolmen                                                                    |                             | 44° 10′ 54″ N, 4° 05′ 22″ E                                                                                     |                                 |
| Dolmen de Coucouvèze                              | Saint-Laurent-la-Vernède                 |                                                                           |                             | 44° 06′ 57″ N, 4° 27′ 49″ E                                                                                     |                                 |
| Dolmen de Campestre                               | Saint-Laurent-le-Minier                  |                                                                           |                             | 43° 54′ 50″ N, 3° 40′ 01″ E                                                                                     |                                 |
| Peyro-Lebado                                      | Saint-Laurent-le-Minier                  |                                                                           |                             | 43° 54′ 43″ N, 3° 39′ 57″ E                                                                                     |                                 |
| Menhirs du col de l'Astric                        | Saint-Martial                            | 3 menhirs                                                                 |                             | 44° 01′ 46″ N, 3° 44′ 38″ E                                                                                     |                                 |
| Statue-menhir de Saint-Phalibert,                 | Saint-Maximin                            |                                                                           |                             | |                                 |
| Statue-menhir de Valat de Droume,                 | Saint-Maximin                            |                                                                           |                             | conservée au muséum d'histoire naturelle de Nîmes                                                               |                                 |
| Statue-menhir des Sillargues,                     | Saint-Nazaire-des-Gardies                |                                                                           |                             | |                                 |
| Statue-menhir du Bon Diablet,                     | Saint-Quentin-la-Poterie                 |                                                                           |                             | conservée au musée Borrias à Uzès                                                                               |                                 |
| Menhir du col de la Pierre Plantée                | Saint-Roman-de-Codières                  |                                                                           |                             | 44° 00′ 43″ N, 3° 46′ 45″ E                                                                                     |                                 |
| Pierre du Druide                                  | Saint-Roman-de-Codières                  | menhir                                                                    |                             | 44° 01′ 20″ N, 3° 46′ 36″ E                                                                                     |                                 |
| Menhir de Camprieu                                | Saint-Sauveur-Camprieu                   | christianisé                                                              |                             | 44° 06′ 49″ N, 3° 29′ 00″ E                                                                                     |                                 |
| Menhir du col de la Pierre Plantée                | Saint-Sauveur-Camprieu                   |                                                                           |                             | 44° 06′ 04″ N, 3° 31′ 56″ E                                                                                     |                                 |
| Dolmen de Gournaouchou                            | Saint-Sébastien-d'Aigrefeuille           |                                                                           |                             | 44° 06′ 32″ N, 3° 59′ 25″ E                                                                                     |                                 |
| Statue-menhir de Roumanis,                        | Saint-Théodorit                          |                                                                           |                             | conservée au muséum d'histoire naturelle de Nîmes                                                               |                                 |
| Statue-menhir du Mas de Nivart,                   | Saint-Victor-des-Oules                   |                                                                           |                             | conservée au muséum d'histoire naturelle de Nîmes                                                               |                                 |
| Menhir du Fieillas                                | Les Salles-du-Gardon                     |                                                                           |                             | 44° 12′ 09″ N, 3° 58′ 25″ E                                                                                     |                                 |
| Statue-menhir de Jérusalem                        | Sanilhac-Sagriès                         | autre nom statue-menhir du Mas de Berlin                                  |                             | collection de la DRAC Occitanie                                                                                 |                                 |
| Statues-menhirs de Montaïon                       | Sanilhac-Sagriès                         | 2 statues-menhirs                                                         |                             | conservées au musée du Colombier à Uzès                                                                         |                                 |
| Menhir de Deroc                                   | Sardan                                   |                                                                           |                             | 43° 52′ 28″ N, 4° 02′ 11″ E                                                                                     |                                 |
| Menhir de Sénéchas                                | Sénéchas                                 |                                                                           |                             | 44° 19′ 39″ N, 4° 01′ 18″ E                                                                                     |                                 |
| Dolmen de la Citerne                              | Seynes                                   | autre nom dolmen-haut                                                     |                             | 44° 07′ 06″ N, 4° 15′ 59″ E                                                                                     |                                 |
| Dolmen du Mas Crémat                              | Seynes                                   |                                                                           |                             | 44° 06′ 55″ N, 4° 16′ 19″ E                                                                                     |                                 |
| Menhir du col de la Baraque                       | Soudorgues                               |                                                                           |                             | 44° 02′ 59″ N, 3° 46′ 15″ E                                                                                     |                                 |
| Menhir du col de Lougares                         | Soudorgues                               |                                                                           |                             | 44° 03′ 21″ N, 3° 46′ 09″ E                                                                                     |                                 |
| Menhirs du Camp Barrat                            | Soudorgues                               | 2 menhirs                                                                 |                             | 44° 02′ 46″ N, 3° 47′ 00″ E                                                                                     |                                 |
| Menhirs du Camp Barrat                            | Soudorgues                               | 2 menhirs                                                                 | 44° 02′ 41″ N, 3° 46′ 46″ E | |                                 |
| Dolmen du Flaquier                                | Soustelle                                |                                                                           |                             | 44° 10′ 14″ N, 3° 59′ 17″ E                                                                                     |                                 |
| Dolmens de Périès                                 | Soustelle                                | 5 dolmens et coffres                                                      |                             | 44° 09′ 56″ N, 4° 00′ 36″ E                                                                                     |                                 |
| Dolmens de Peyraube                               | Soustelle                                | 11 dolmens                                                                |                             | 44° 11′ 08″ N, 3° 58′ 47″ E                                                                                     |                                 |
| Dolmens du Ronc Traoucat                          | Soustelle                                | 6 coffres et dolmens                                                      |                             | 44° 11′ 07″ N, 3° 59′ 21″ E                                                                                     |                                 |
| Nécropole de Malausette                           | Soustelle                                | autre nom nécropole de Robinson                                           |                             | 44° 09′ 31″ N, 3° 59′ 53″ E                                                                                     |                                 |
| Dolmen de Cagnardasses                            | Tornac                                   |                                                                           |                             | 44° 00′ 43″ N, 4° 00′ 19″ E                                                                                     |                                 |
| Dolmens d'Aspères                                 | Tornac                                   | 3 dolmens                                                                 |                             | 44° 00′ 31″ N, 3° 59′ 41″ E                                                                                     |                                 |
| Dolmen du Creux Gorgaux                           | Trèves                                   |                                                                           |                             | |                                 |
| Statue-menhir du Pas du Loup,                     | Uzès                                     |                                                                           |                             | collection de la DRAC Occitanie                                                                                 |                                 |
| Table des Trois Seigneurs                         | Vabres                                   | dolmen                                                                    |                             | 44° 02′ 36″ N, 3° 54′ 17″ E                                                                                     |                                 |
| Menhir du col de Bès                              | Val-d'Aigoual                            |                                                                           |                             | 44° 03′ 21″ N, 3° 43′ 54″ E                                                                                     |                                 |
| Menhir d'Ardaillès                                | Val-d'Aigoual                            |                                                                           |                             | 44° 03′ 55″ N, 3° 41′ 22″ E                                                                                     |                                 |
| Menhirs de Trepaloup                              | Val-d'Aigoual                            | 4 menhirs                                                                 |                             | 44° 07′ 11″ N, 3° 35′ 14″ E                                                                                     |                                 |
| Menhirs des Baumes                                | Vissec                                   | 3 menhirs                                                                 |                             | 43° 52′ 50″ N, 3° 27′ 11″ E                                                                                     |                                 |
| Menhirs de Latude                                 | Vissec, Sorbs                            | 4 menhirs                                                                 |                             | |                                 |
| Menhirs de Tibelet                                | Vissec                                   |                                                                           |                             | 43° 54′ 26″ N, 3° 27′ 22″ E                                                                                     |                                 |
| Menhirs du Pas de Pertus                          | Vissec, Sorbs                            |                                                                           |                             | |                                 |
| Menhirs du Pié du Causse                          | Vissec                                   | 2 menhirs                                                                 |                             | |                                 |
| Menhirs du Plan de Ceisse                         | Vissec                                   | 4 menhirs                                                                 |                             | 43° 53′ 38″ N, 3° 28′ 51″ E                                                                                     |                                 |